# Euplexaura abietina
Euplexaura abietina är en korallart som beskrevs av Kükenthal 1908. Euplexaura abietina ingår i släktet Euplexaura och familjen Plexauridae. Inga underarter finns listade i Catalogue of Life.